# ROCKET HEART
「ROCKET HEART」（ロケット ハート）は、新田恵海の楽曲。畑亜貴が作詞、Elements Gardenの菊田大介が作曲を担当した。5作目のシングルとして、2017年4月19日にブシロードミュージックの内部レーベルであるemitsunレーベルから発売された。

## 背景とリリース
前作「盟約の彼方」から約1年2か月ぶりのシングル。発売形態は通常盤（EMTN-10014）と生産限定盤（EMTN-10015）の2種類で、生産限定盤には表題曲「ROCKET HEART」のミュージック・クリップを収録したDVDが付属する。本作の生産限定盤（台湾版）は台湾でも同日発売された。アートディレクションはカイシトモヤ。デビューシングル「笑顔と笑顔で始まるよ!」以来、4作ぶりに全曲ノンタイアップとなる。
2017年1月7日に開催された『つんらじ presents 新田恵海2017新春イベント 謹賀つん年』にて、ニューシングルのリリースが発表された。「ROCKET HEART」は、新田とファン、EMUSIC（新田恵海の音楽）を作っていく仲間たちにとっての「アンセムソング」。みんなと一緒に夢を描いていきたいという想いが込められた「未来へ進む力を乗せた楽曲」となっている。3月1日に解禁されたミュージック・ビデオには、emitsun BANDのメンバーが初出演した。
カップリング曲として収録される2曲は、2016年に開催されたライブツアーのために書き下ろされた楽曲で、新田が作詞・作曲を担当し、emitsun BANDのメンバーと共に制作された。「暁」は同年10月に発売されたライブ・ビデオ『新田恵海 LIVE 2016 EAST EMUSIC〜つなぐメロディー〜』にライブ映像とレコーディング映像が収録されたが、本作にはバラードアレンジされた「暁（2017 rearrange ver.）」として新録され、「Shine」は初作品化となる。

## ライブ・パフォーマンス
「暁」は2016年6月4日にパシフィコ横浜で開催された横浜公演、「Shine」は7月31日に神戸国際会館で開催された神戸公演にて初披露された。両曲は『謹賀つん年』にて、新田とキーボードのyunaによるアコースティックバージョンで演奏された。

## シングル収録トラック
| #         | タイトル                       | 作詞      | 作曲                        | 編曲                        | 時間  |
| --------- | ------------------------------ | --------- | --------------------------- | --------------------------- | ----- |
| 1.        | 「ROCKET HEART」               | 畑亜貴    | 菊田大介（Elements Garden） | 菊田大介                    | 5:33  |
| 2.        | 「Shine」                      | 新田恵海  | 新田恵海                    | Command+S                   | 4:26  |
| 3.        | 「暁」(2017 rearrange ver.)    | 新田恵海  | 新田恵海                    | 岩橋星実（Elements Garden） | 5:33  |
| 4.        | 「ROCKET HEART」(Instrumental) |           |                             |                             | 5:32  |
| 合計時間: | 合計時間:                      | 合計時間: | 合計時間:                   | 合計時間:                   | 21:04 |

| #  | タイトル                     | 作詞 | 作曲・編曲 |
| -- | ---------------------------- | ---- | ---------- |
| 1. | 「ROCKET HEART」(Music Clip) |      |            |